# Fernand Foureau

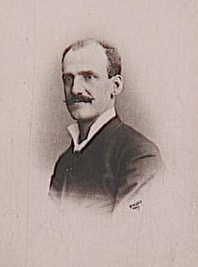

Fernand Foureau, född 17 oktober 1850, död 17 januari 1914, var en fransk upptäcktsresande.
Foureau företog 1876-96 nio forskningsresor i Algeriet och norra Sahara (Mes missions sahariennes de 1876 à 1896) samt ledde 1898-1900 en stor expedition från Biskra till Agadez, därifrån genom Tchadområdet och uppför floden Chari till Kongofloden (Mission saharienne Foureau-Lamy. D'Alger au Congo par le Tchad 1902 och Documents scientifiques de la mission saharienne 2 band 1904-05). Foreau blev 1906 guvernör på Komorerna och 1908 på Martinique.